# What About Love (пісня Остіна Махона)
What About Love (англ. А що любов) — пісня американського співака Остіна Махона з його другого міні-альбому The Secret (2014). Пісня написана Махоном, Надиром Хаятом, Мохомбі, Акрафом Джанусі, Білалом Хаджжі, Джиммі «Джокером» Торфельдом, Гарі «Рівінгтоном Старчілдом» Ангуло та спродюсована RedOne та Джиммі Джокером. Пісня вийшла в Сполучених Штатах для цифрового завантаження 10 червня 2013 року.

## Музичне відео
Режисера музичного відео став Колін Тіллі. Візуальні ефекти кліпу були створені українською компанією GloriaFX. Це музичне відео Махона стало першим сертифікованим на цифровій платформі Vevo 1 січня 2015 року, а це означає, що це був його перший кліп, що отримав понад 100 мільйонів переглядів на цій платформі. Знімання кліпу відбувалося на узбережжі Голівуду, штату Флорида. Окремі сцени були зняті у відомому мотелі «Діана».

## Трек-лист
- Цифрове завантаження

1. «What About Love» – 3:23

## Автори
Запис
- Записано в The Hit Factory[en], Маямі

Автори
- Остін Махон — вокал, автор пісні
- Надир Хаят — продюсер, автор пісні, бек-вокал, додаткове програмування[en], вокальне аранжування
- Джиммі «Джокер» Торфельд — продюсер, автор пісні, бек-вокал, додаткове програмування
- Мохомбі — автор пісні, бек-вокал
- Еміра Рулантс[en] — бек-вокал
- Білал Хаджжі[en] — автор пісні
- Гарі «Рівінгтон Старчілд» Ангуло — автор пісні
- Акраф Джанусі[en] — автор пісні, інженер мікшування[en], вокальне аранжування
- Джордан Сапп — інженер мікшування, вокальна аранжування
- Тревор Маззі — аудіо зведення[en]

## Чарти та сертифікація
| Чарт (2013–14)                                 | Найвища позиція |
| ---------------------------------------------- | --------------- |
| Бельгія (Ultratip Flanders)                    | 7               |
| Бразилія (ABPD)                                | 62              |
| Канада (Canadian Hot 100)                      | 67              |
| Франція (SNEP)                                 | 117             |
| Ірландія (IRMA)                                | 71              |
| Мексика (Mexican Anglo Chart) (Monitor Latino) | 20              |
| Нідерланди (Mega Single Top 100)               | 44              |
| Велика Британія (UK Singles Chart)             | 83              |
| США (Billboard Hot 100)                        | 66              |
| США (Mainstream Top 40) (Billboard)            | 18              |

| Регіон                                                      | Сертифікація | Продажі |
| ----------------------------------------------------------- | ------------ | ------- |
| США (RIAA)                                                  | Золотий      | 500 000 |
| продажі+прослуховування, що базуються лише на сертифікаціях |              |         |

## Історія випуску
| Регіон    | Дата           | Формат               | Лейбл                   |
| --------- | -------------- | -------------------- | ----------------------- |
| США       | 10 червня 2013 | Цифрове завантаження | Chase, Republic Records |
| Німеччина | 11 червня 2013 | CD-сингл             | Universal Music         |